# Dunganon
Karl Kjerúlf Einarsson, Pseudonym Dunganon (* 6. Mai 1897 bei Seyðisfjörður; † 24. Februar 1972 in Kopenhagen) war ein isländischer Dichter, Maler und Abenteurer. Er bezeichnete sich auch als Cormorant XII., Kaiser von Atlantis und Herzog von St. Kilda. Weitere Pseudonyme waren Carolus Africanus Dunganon, Professor Dr. Emarson, Professor Valentinus und Lord of Hecla.

## Leben
Die Eltern von Karl Kjerúlf Einarsson zogen mit ihm auf die Färöer, wo sein Vater ein Lebensmittelgeschäft in Tórshavn betrieb. Nach einem Artikel in der isländischen Zeitung Alþýðublaðið trug das Haus, in dem die Familie wohnte, den Namen Dunga, was „ein wenig gälisch“ klinge und Karl zu seinem Pseudonym inspiriert habe. Eine andere Variante erzählt The Reykjavík Grapevine – danach waren die Färöer für Karl ein „Dunghaufen“, den er, als er die Inselgruppe in Richtung Europa verließ, mit dem Ausruf „Dunga - non!“ verabschiedet habe.
Zunächst zog es Dunganon nach Spanien, später nach Südfrankreich und schließlich nach Dänemark. In Kopenhagen lernte Dunganon Halldór Laxness kennen, der ihn in seiner Kurzgeschichte Die Völuspá auf hebräisch (Völuspá á hebresku) von 1939 unter dem Namen Karl Einfer porträtierte. Dieser erscheint darin als eine Art reisender Schwindler und Exzentriker, als Prophet Anakananda „mit Polizeigewalt aus Brüssel vertrieben“ und eifernd gegen den Verzehr der „Milch von anderen Tieren“ agitierend. Auch bietet er Halldór Laxness an, ihm den Nobelpreis zu verschaffen, den er bereits anderen Leuten beschafft habe. Laxness schlägt in der Erzählung vor, „halbe-halbe“ zu machen. 1955 erhielt Halldór Laxness tatsächlich den Nobelpreis für Literatur, wobei davon auszugehen ist, dass Dunganon nicht involviert war.
Während des Zweiten Weltkriegs hielt sich Dunganon in Deutschland auf. Dort soll er Radiosendungen mit nationalsozialistischer Propaganda für die Färöer gesprochen haben – wobei er jedoch später behauptete, dies nicht auf Färöisch, sondern in der von ihm erfundenen „Sprache von Atlantis“ getan zu haben, so dass niemand ein Wort verstehen konnte.
Seine letzten Lebensjahre verbrachte Dunganon in der dänischen Stadt Frederiksberg, wo nach seinem Tod in Kopenhagen auch seine Beerdigung stattfand.

## Werk
Unter seinem wirklichen Namen veröffentlichte Dunganon in Kopenhagen 1931 und 1935 die Gedichtbände Vartegn und Enemod. 1962 folgte (nun unter dem Namen Dunganon) Corda Atlantica, eine Sammlung von Gedichten in zwanzig Sprachen, darunter Dunganons „atlantische Sprache“. Seit 1948 war er auch als bildender Künstler tätig, wobei als sein wichtigstes Werk eine Serie von 256 Bildern gilt, die er als „Orakel“ bezeichnete.

## Publikationen
- Vartegn. Nyt nordisk forlag, København 1931.
- Enemod. Nyt nordisk forlag, København 1935.
- Corda Atlantica. Poesias peregrinas St. Kilda, [Reykjavík] 1962.